# Iskrá Mijáilova
Iskrá Mijáilova (en búlgaro: Искра Михайлова; Sofía, 7 de septiembre de 1957) es una política búlgara que fue miembro del Parlamento Europeo (MEP) de Bulgaria desde julio de 2014. Es miembro del Movimiento por los Derechos y Libertades, parte del Partido Alianza de los Demócratas y Liberales por Europa.

## Biografía
Iskrá Mijáilova obtuvo una maestría en Bibliotecología y Tecnologías de la Información por la Universidad Estatal de Cultura y Artes de San Petersburgo en 1980. Se formó como bibliotecaria y bibliógrafa en el Instituto de Bibliotecas del Estado de Bulgaria y luego en el Instituto de Cultura de Leningrado.
Trabajó para la Biblioteca nacional de San Cirilo y San Metodio de 1980 a 1996. En 1996, fue miembro de a Asociación de Bibliotecas de Estados Unidos y trabajó en la Biblioteca Estatal de Colorado.
En el parlamento, se desempeña como presidenta de la Comisión de Desarrollo Regional.
Además de sus funciones en comisiones, Mijáilova forma parte de las delegaciones del parlamento en las Comisiones Parlamentarias de Cooperación UE-Armenia y UE-Azerbaiyán y en la Comisión Parlamentaria de Asociación UE-Georgia, en la Comisión Parlamentaria Mixta UE-Antigua República Yugoslava de Macedonia y en la Asamblea Parlamentaria Euronest. También es miembro del Intergrupo del Parlamento Europeo sobre Pequeñas y Medianas Empresas (PYME).
En junio de 2019, fue elegida vicepresidenta del grupo político Renovar Europa.